# Roland Barthes
Roland Barthes (n. 12 noiembrie 1915, Cherbourg⁠(d), Basse-Normandie, Franța – d. 26 martie 1980, Paris, Franța) a fost un eseist, critic, filosof și teoretician al literaturii, semiotician francez. A fost unul dintre principalii animatori ai mișcării structuraliste și ai semioticii franceze.

## Biografie

### Origini
Fiu al lui Louis Barthes și al Henriettei (născută Binger), Roland Barthes s-a născut la Cherbourg, (Manche), la 12 noiembrie 1915. La vârsta de aproape un an, la 26 octombrie 1916, rămâne orfan de război, ca urmare a decesului tatălui său într-o bătălie navală, în Marea Nordului. A fost crescut în familia mamei sale, Henriette Barthes, o familie de burghezi sărăciți din sud-vestul Franței, la Bayonne.

### Studii
Urmează cursurile școlilor primare și elementare la Bayonne, apoi, din 1924 până în 1930, la liceul Montaigne și între 1930 și 1934, la Liceul Louis-le-Grand de la Paris. După 1935 studiază la Sorbona, la Paris, obținând licența în filologie clasică.          
La Sorbona a contribuit la fondarea «Groupe de théâtre antique de la Sorbonne».

### Cariera
La vârsta de 19 ani se îmbolnăvește de plămâni, de aceea cariera sa profesorală este întârziată. Scapă de mobilizare, dar are sejururi îndelungate în sanatorii din Franța și din Elveția. Duce o viață intelectuală bogată și face întâlniri hotărâtoare. Este, pe rând, profesor la un liceu (la Biarritz), apoi lector de franceză în România (la București) și în Egipt (la Alexandria), unde îl întâlnește pe Greimas și unde se inițiază în lingvistică. Este director de studii la École Pratique des Hautes Études („Școala Practică de Înalte Studii”) abia din 1962.  
Debutul publicistic are loc în anul 1942. Sporadic, publică în ziarul Combat, până în anul 1947.
După cel de-al Doilea Război Mondial, între 1952 și 1959, lucrează la Centrul Național de Cercetări Științifice (CNRS) de la Paris.
Brusc, devine celebru cu ocazia apariției lucrării sale Le Degré zéro de la l'écriture („Gradul zero al scriiturii”) în anul 1953. Lucrarea îl plasează în fruntea mișcării culturale Noua critică franceză. Volumele care urmează, Sur Racine („Despre Racine”), S/Z îl vor menține în centrul atenției.
Din 1963, în mai multe rânduri, va avea reședința în Maroc, unde va preda la Rabat, în 1969-1970.
Roland Barthes a ocupat catedra de semiologie de la Collège de France din 1977 până la moarte, în 1980.

### Actor
Joacă rolul lui William Makepeace Thackeray, în filmul lui André Téchiné, Les Soeurs Brontë („Surorile Brontë”) (1979). 

### Sfârșitul vieții
Pieton fiind, a fost accidentat grav de o camionetă a unei întreprinderi de spălătorie, la 25 februarie 1980, la Paris, în timp ce se deplasa spre Collège de France. Ca urmare a acestui accident, Roland Barthes a decedat la spitalul Pitié-Salpêtrière din Paris, la 26 martie 1980.

## Opera
- Le Degré zéro de l'écriture suivi de Nouveaux essais critiques, Éditions du Seuil, Paris, 1953
- Michelet par lui-même, Éditions du Seuil, Paris, 1954
- Mythologies, Éditions du Seuil, Paris, 1957
- Sur Racine, Éditions du Seuil, Paris, 1963
- Essais critiques, Éditions du Seuil, Paris, 1964
- La tour Eiffel, Centre National de la photographie/Éditions du Seuil, Paris, 1964
- Eléments de sémiologie, Denoël/Gonthier, Paris, 1965
- Critique et vérité, Éditions du Seuil, Paris, 1966
- Système de la mode, Éditions du Seuil, Paris, 1967
- S/Z, Éditions du Seuil, Paris, 1970
- L'empire des signes, Skira, Paris, 1970
- Sade, Fourier, Loyola, Éditions du Seuil, Paris, 1971
- Nouveaux essais critiques, Éditions du Seuil, Paris, 1972
- Le plaisir du texte, Éditions du Seuil, Paris, 1973
- Roland Barthes par Roland Barthes, Éditions du Seuil, Paris, 1975
- Alors la Chine?, Christian Bourgois, Paris, 1975
- Fragments d'un discours amoureux, Éditions du Seuil, Paris, 1977
- Leçon, Éditions du Seuil, Paris, 1978
- Sollers écrivain, Éditions du Seuil, Paris, 1979
- La chambre claire : Note sur la photographie', Gallimard/Seuil/Cahiers du cinéma, Paris, 1980
- Sur la littérature, éd. Presses Universitaires de Grenoble, 1980
- Le grain de la voix: Entretiens, 1962-1980, Éditions du Seuil, Paris, 1981
- L'obvie et l'obtus : Essais critiques III, Éditions du Seuil, Paris, 1982
- All except you: Paul Steinberg, Repères, Paris, 1983
- Le bruissement de la langue: Essais critiques IV, Éditions du Seuil, Paris, 1984
- L'aventure sémiologique, Éditions du Seuil, Paris, 1985
- Incidents, Éditions du Seuil, Paris, 1987
- Œuvres complètes: tome I, Éditions du Seuil, Paris, 1993
- Œuvres complètes: tome II, Éditions du Seuil, Paris, 1994
- Œuvres complètes: tome III, Éditions du Seuil, Paris, 1995
- Le plaisir du texte précédé de Variations sur l'écriture, Éditions du Seuil, Paris, 2000
- Écrits sur le théâtre, Éditions du Seuil, Paris, 2002
- Comment vivre ensemble: cours et séminaires au Collège de France 1976 – 1977, Éditions du Seuil/Imec, Paris, 2002
- Le neutre: cours et séminaires au Collège de France 1977 – 1978, Éditions du Seuil/Imec, Paris, 2002
- La préparation du roman: I et II, cours au collège de France 1978 – 1980, Éditions du Seuil/Imec, Novembre, 2003 (Archives sonores au format MP3, 28h d'écoute)
- Mythologies, réédition, Éditions du Seuil, Paris, 2007
- Carnets de voyage en Chine, Éditions Christian Bourgois, Paris, 2009
- Journal de deuil, Éditions du Seuil/Imec, Paris, 2009.

## Traduceri în limba română
- Romanul scriiturii-antologie (București, Editura Univers, 1987)
- Plăcerea textului (Cluj-Napoca, Editura Echinox, 1994)
- Mitologii (București, Editura Institutul European , 1997, ISBN 973-586-055-4)
- Plăcerea textului. Roland Barthes despre Roland Barthes. Lecția (Chișinău, Editura Cartier, 2006, ISBN 978-9975-79-400-8)
- Eseuri critice (Chișinău, Editura Cartier, 2006, ISBN 9789975794039)
- Gradul zero al scriiturii (Chișinău, Editura Cartier, 2006, ISBN 978-9975-79-401-5)
- Incidente (Chișinău, Editura Cartier, 2007, ISBN 978-9975-949-55-2)
- Fragmente dintr-un discurs indrăgostit (Chișinău, Editura Cartier, 2007, ISBN 978-9975-79-136-6)
- Jurnal de doliu (Chișinău, Editura Cartier, 2009, ISBN 978-9975-79-577-7)
- Camera luminoasă - insemnări despre fotografie (Editia a treia. Cluj-Napoca, Editura Idea, 2010, ISBN 9786068265001)